# Liste der denkmalgeschützten Objekte in Düns
Die Liste der denkmalgeschützten Objekte in Düns enthält die 5 denkmalgeschützten, unbeweglichen Objekte der Gemeinde Düns.

## Denkmäler
| Foto |                 | Denkmal                                                             | Standort                       | Beschreibung | Metadaten |
| ---- | --------------- | ------------------------------------------------------------------- | ------------------------------ | --- | --- |
| ja   | Datei hochladen | Kath. Pfarrkirche hl. Antonius Abt HERIS-ID: 56164 Objekt-ID: 65225 | Düns Standort KG: Düns         | Die Pfarrkirche hat am Hochaltar und an den Seitenaltäre Gemälde vom Maler Melchior Paul von Deschwanden aus 1854. | BDA-Hist.: Q2082593 Status: § 2a Stand der BDA-Liste: 2025-06-30 Name: Kath. Pfarrkirche hl. Antonius Abt GstNr.: .4 Pfarrkirche Hl. Antonius Abt (Düns) |
| ja   | Datei hochladen | Pfarrhof HERIS-ID: 87417 Objekt-ID: 101820                          | Dorfstraße 9 Standort KG: Düns | Der Pfarrhof wurde 1830 errichtet und 1887 umgebaut. Nach dem Tod des letzten Dorfpfarrers im Jahre 1993 stand das Gebäude für einige Zeit leer. Im 21. Jahrhundert verkaufte die Pfarre das Haus an die Diözese. Es folgte eine knapp zweijährige Renovierung bis Ende 2021, im Zuge derer das Gebäude für eine Nutzung als Wohnhaus adaptiert wurde. | BDA-Hist.: Q37719809 Status: § 2a Stand der BDA-Liste: 2025-06-30 Name: Pfarrhof GstNr.: 12/4                                                            |
| ja   | Datei hochladen | Wohnhaus, Alte Mühle HERIS-ID: 33443 Objekt-ID: 30984               | Mühleweg 15 Standort KG: Düns  | Die Getreidemühle in Düns wurde 1619 urkundlich erwähnt und ist die älteste erhaltene Mühle Vorarlbergs. Sie war bis 1958 in Betrieb. Ab 1995 wurde sie mit dem Ziel der vollständigen Rekonstruktion wieder instand gesetzt. | BDA-Hist.: Q37952244 Status: Bescheid Stand der BDA-Liste: 2025-06-30 Name: Wohnhaus, Alte Mühle GstNr.: .15/3                                           |
| ja   | Datei hochladen | Friedhof HERIS-ID: 88838 Objekt-ID: 103422                          | Standort KG: Düns              | Der Friedhof schließt unmittelbar südlich an die Pfarrkirche an. | BDA-Hist.: Q37727899 Status: § 2a Stand der BDA-Liste: 2025-06-30 Name: Friedhof GstNr.: .4 Pfarrkirche Hl. Antonius Abt (Düns)                          |
| ja   | Datei hochladen | Gohmsche Grabstätte HERIS-ID: 88840 Objekt-ID: 103424               | Standort KG: Düns              | Die Grabstätte befindet sich an der Südseite des Chores der Pfarrkirche Düns. | BDA-Hist.: Q37727920 Status: § 2a Stand der BDA-Liste: 2025-06-30 Name: Gohmsche Grabstätte GstNr.: .4 Pfarrkirche Hl. Antonius Abt (Düns)               |